# Barbara Abbott
Barbara Kenyon Abbott é uma linguista estadunidense conhecida por seus trabalhos em semântica, pragmática e filosofia da linguagem. É professora emérita da Universidade Estadual de Michigan.